# Gero von Einsiedeln
Gero von Einsiedeln (OSB) (* 11. Jahrhundert; † 3. Februar 1122) war von 1101 bis 1122 der 10. Abt des Klosters Einsiedeln.

## Leben
Die Herkunft Geros ist umstritten, bestätigt werden kann allerdings seine Abtswahl im Jahre 1101.
Abt Gero benötigte 1114 die Hilfe des Königs Heinrich V., da die Schwyzer und Lenzburger Grafen in das Gebiet des Gotteshauses vorgedrungen waren. Damit Begann der zweieinhalb Jahrhunderte dauernde Marchenstreit. Das königliche Gericht entschied am 10. März 1114 zu Gunsten des Stiftes und legte die Grenzen seines Gebietes erneut fest.
Trotz der politischen Streitigkeiten betätigte sich Gero als Bauherr und ermöglichte den Bau der Kapelle zu Ehren der beiden heiligen Johannes und der Teufelsbrücke.